# Epicauta abadona
Epicauta abadona är en skalbaggsart som beskrevs av Henry Skinner 1904. Epicauta abadona ingår i släktet Epicauta och familjen oljebaggar. Inga underarter finns listade i Catalogue of Life.